# Pouligny-Notre-Dame
 Pouligny-Notre-Dame  es una población y comuna francesa, en la región de  Centro, departamento de Indre, en el distrito de La Châtre y cantón de Sainte-Sévère-sur-Indre.

## Demografía
| 883 | 773 | 698 | 664 | 661 | 605 |
| Para los censos de 1962 a 1999 la población legal corresponde a la población sin duplicidades (Fuente: INSEE [Consultar]) |     |     |     |     |     |